# Kaltofen (Striegistal)
Kaltofen ist ein Ortsteil der Gemeinde Striegistal in Sachsen, Landkreis Mittelsachsen. Die Landgemeinde wurde am 1. Januar 1974 nach Pappendorf eingemeindet. Im Januar 1994 schlossen sich mehrere Gemeinden zur Gemeinde Striegistal zusammen, die am 1. Juli 2008 mit der Gemeinde Tiefenbach unter dem Namen Striegistal fusionierte.

## Geographie

### Geographische Lage

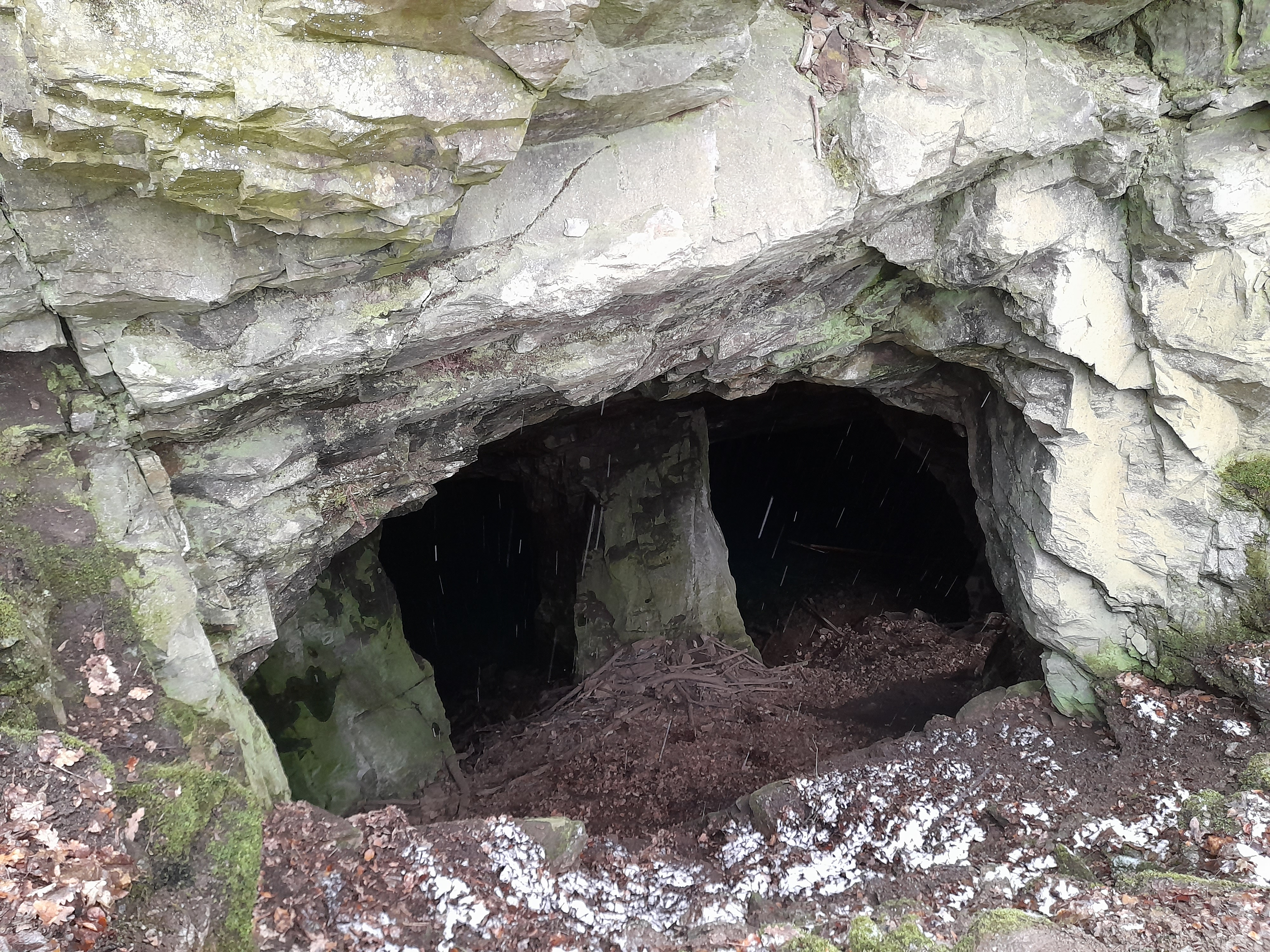
Ehemaliger Kalkbruch Barthel (Kaltofen), Kalklöcher

Kaltofen liegt auf der Wasserscheide zwischen den Flusssystemen der beiden Striegisflüsse, südlich der Mündung der Kleinen Striegis in die Große Striegis. Der östlich, in Pappendorf, fließende Hirschbach entwässert in die Große Striegis während der an der westlichen Gemarkungsgrenze fließende Pahlbach, auch die Pahle, früher Katzenbach genannt, das Wasser in die Kleine Striegis ergießt. Durch die Gemarkung von Kaltofen verläuft die Bundesautobahn 4. Während der Hauptort südlich der Autobahn liegt, befindet sich der Gasthof Waldhaus Kalkbrüche nördlich der A4.

### Nachbarorte
| Arnsdorf  |                                             | Berbersdorf |
| Schlegel  | Kompassrose, die auf Nachbargemeinden zeigt | Pappendorf  |
| Ottendorf |                                             |             |

## Geschichte

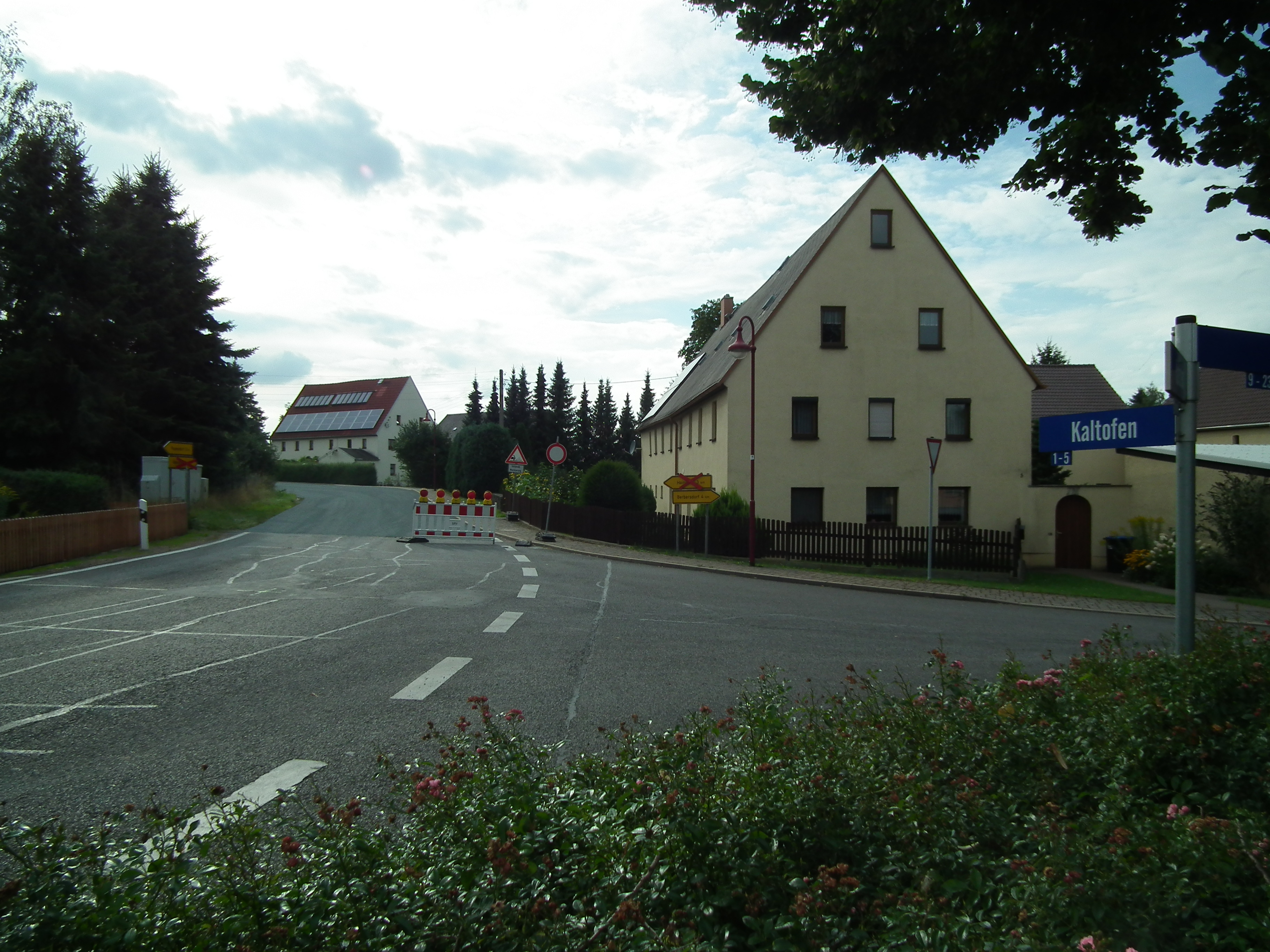
Ortsansicht von Kaltofen

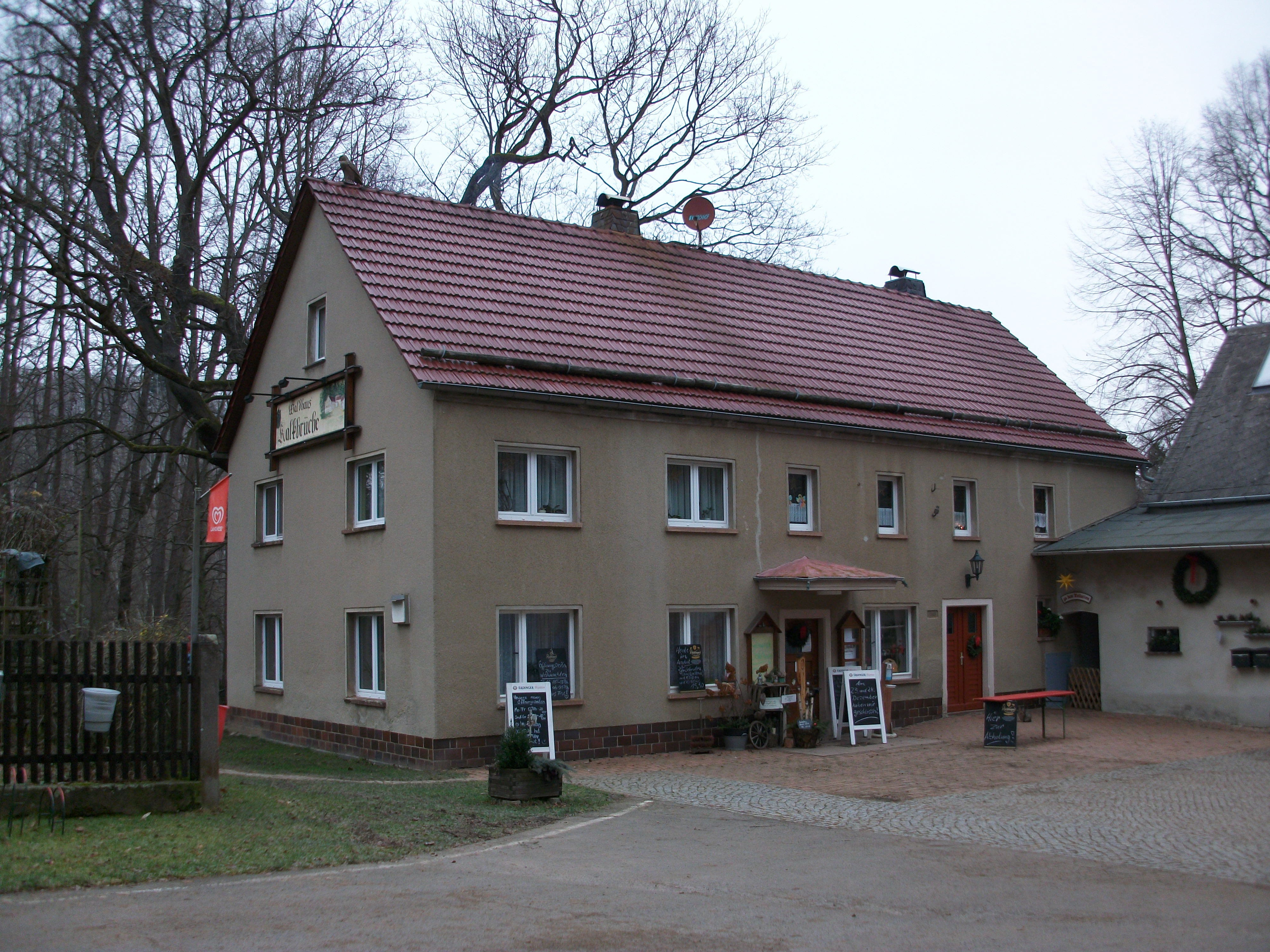
Gaststätte Waldhaus Kalkbrüche (Kaltofen)

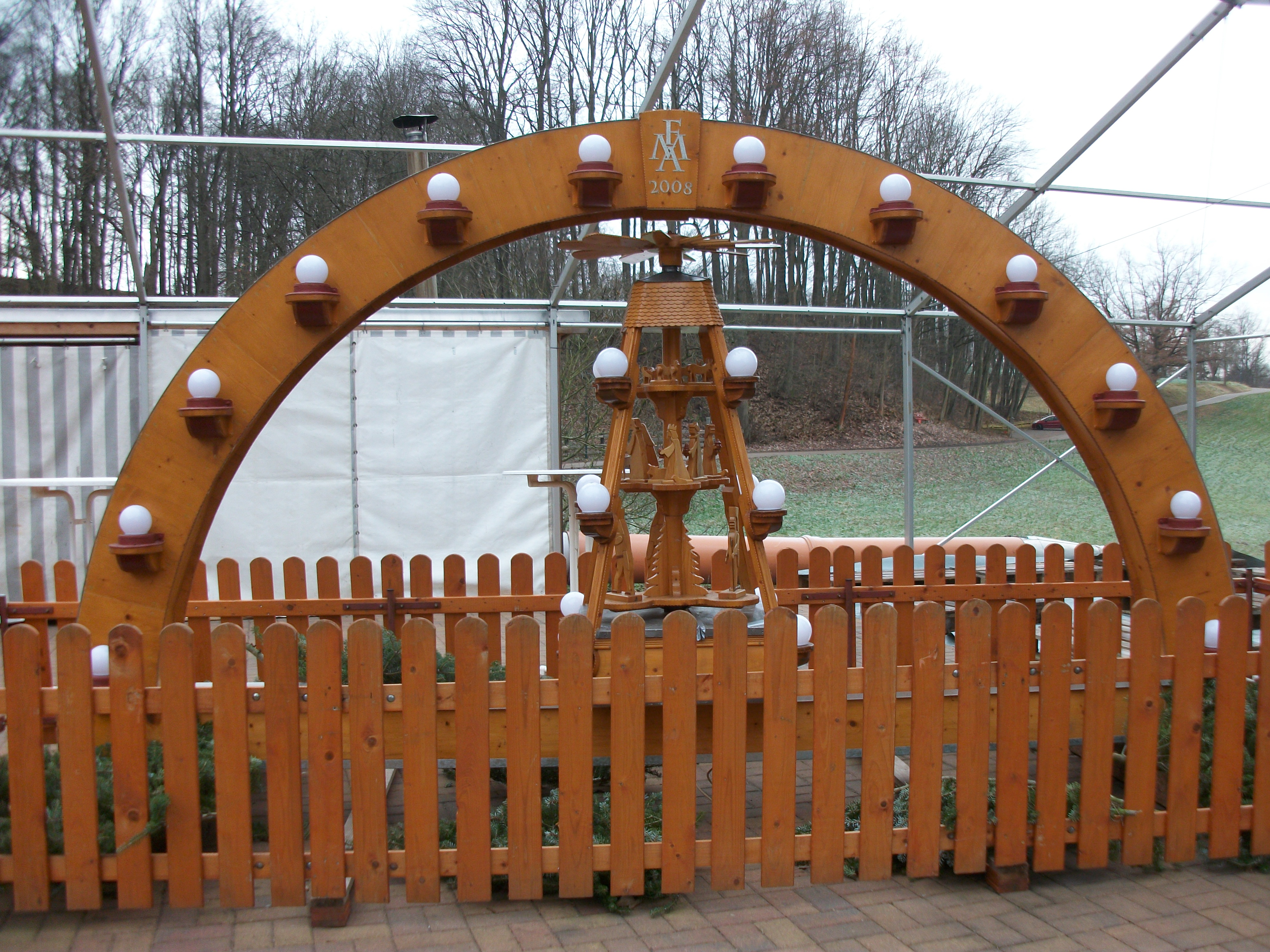
Private Schwibbogenpyramide bei der Gaststätte Waldhaus Kalkbrüche (Kaltofen)

Kaltofen ist ein Radial-Waldhufendorf, das wahrscheinlich als Restrodung deutlich nach 1162 gegründet wurde. Entgegen bisheriger Annahmen gehörte Kaltofen nicht zu den dem Kloster Altzella zur Gründung gestifteten 800 Hufen Landes. Der als Westgrenze des Stiftungsgebietes genannte Böhmische Steig verlief auf der Flurgrenze zwischen Cunnersdorf und Ottendorf im Westen sowie Mobendorf, Pappendorf, Berbersdorf im Osten und tangierte die spätere Gemarkung Kaltofen am östlichen Rand. Bis auf geringe Veränderungen stimmt der Verlauf mit der heute Kalkweg genannten Straße überein.
Die erste urkundliche Erwähnung von Kaldovene erfolgte im Jahr 1297. Zwei Bürger aus Freiberg hatten das ihnen verliehene Kaltofen dem in finanzielle Schwierigkeiten geratenen Ritter Ulrich von Maltitz auf Arnsdorf abgekauft und dem Kloster Altzella übereignet. Den Ortsnamen Kaldovevene deuten Ernst Eichler und Hans Walther wie folgt: „Vermutlich Siedlung am Ofen, der nicht mehr in Betrieb ist“.
Die Vermutung, dass es sich um einen Kalkofen gehandelt haben könnte, liegt nahe. Auch in Arnsdorf wurden wenigsten zwei kleine Kalkvorkommen entdeckt. Reste eines jüngeren Ofens sind noch zu sehen. Maltitz, so könnte man vermuten, war also nicht auf den Kalk aus Kaltofen angewiesen, ließ den Abbau einstellen, der Ofen „ging aus“.
Bereits im 12. Jahrhundert wurden in Kaltofen, wahrscheinlich auch damals schon in den Nachbargemeinden Arnsdorf und Berbersdorf, lokale Kalksteinvorkommen abgebaut und zu Branntkalk verarbeitet. 1840 waren allein in Berbersdorf zehn Brennöfen in Betrieb.
Verfallende Reste zweier Öfen sind noch zu sehen.
Nach der Reformation und der damit einhergehenden Säkularisation des Klosters Altzella im Jahr 1540 wurde Kaltofen bis 1856 ein Amtsdorf im kursächsischen bzw. königlich-sächsischen Amt Nossen. Kirchlich gehört der Ort seit jeher zu Pappendorf. Ab 1856 gehörte Kaltofen zum Gerichtsamt Hainichen und ab 1875 zur Amtshauptmannschaft Döbeln, welche 1939 in Landkreis Döbeln umbenannt wurde.
Mit der zweiten Kreisreform in der DDR 1952 wurde die Gemeinde Kaltofen dem neu gegründeten Kreis Hainichen im Bezirk Chemnitz (1953 in Bezirk Karl-Marx-Stadt umbenannt) angegliedert. Am 1. Januar 1974 erfolgte die Eingemeindung nach Pappendorf. Ab 1990 gehörte Kaltofen als Ortsteil von Pappendorf zum sächsischen Landkreis Hainichen, der 1994 im Landkreis Mittweida und 2008 im Landkreis Mittelsachsen aufging. Am 1. Januar 1994 schloss sich die Gemeinde Pappendorf mit dem Ortsteil Kaltofen mit den Gemeinden Goßberg, Mobendorf und Berbersdorf (mit Schmalbach) zur Gemeinde Striegistal zusammen. Diese schloss sich wiederum am 1. Juli 2008 mit der Gemeinde Tiefenbach zur neuen Gemeinde Striegistal zusammen.

### Ortsnamensformen
Die Schreibung des Namens erfuhr nur geringen Veränderungen. Stets ist als Grundwort Ofen und als Bestimmungswort 'kalt' zu erkennen.
1297 zum Kaldovene
1428 Kaldoffin
1497 Kaldofen
1539 Kaldoffen

## Sehenswürdigkeiten

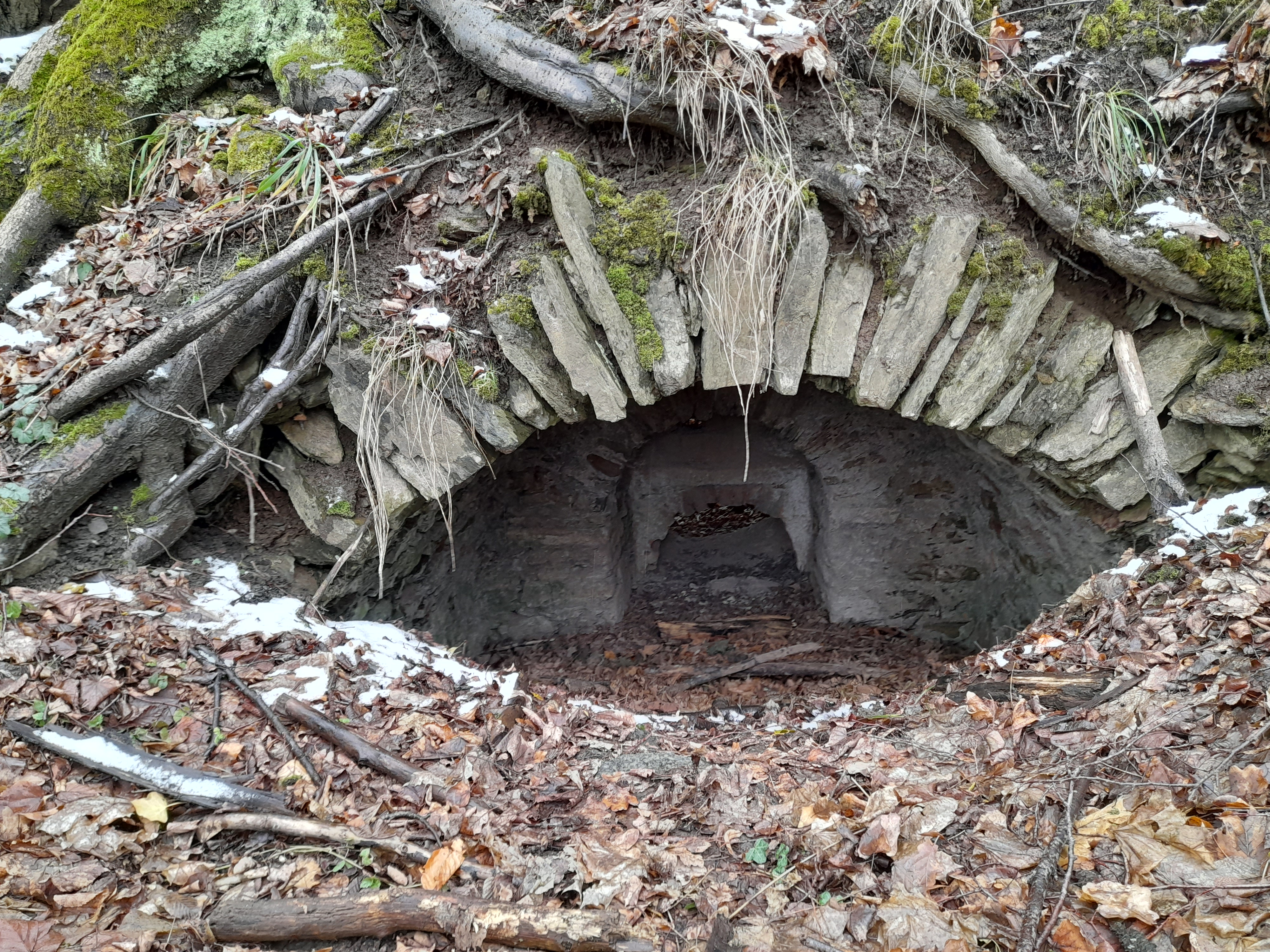
Kalkwerk Barthel (Kaltofen), Reste des Kalkofens

Im Norden von Kaltofen befindet sich das Landschaftsschutzgebiet Striegistäler, innerhalb dessen sich das bis in den Nachbarort Berbersdorf (Striegistal) erstreckende Flächennaturdenkmal Kalkbrüche Berbersdorf (Striegistal) befindet. Das ist charakterisiert durch seine Kalkflora, herauszuheben ist der großflächige Bestand von Leberblümchen.
Weiterhin finden sich Christophskraut, Wald-Trespe, Frühlings-Platterbse, Rote Heckenkirsche und Alpen-Ziest.
Sehenswert sind die Hinterlassenschaften des Kalkabbaus, wie Halden, Pingen, Abbruchwände und Reste von Kalköfen. Die so genannten Kalklöcher gestatten einen kleinen Einblick in unterirdische Abbaue. Ein ehemaliges Kalkbrennerhaus dient heute als Ausflugsgaststätte.
Das Gebiet ist für den Besucher durch Parkplätze und Wanderwege gut erschlossen.